# Юлий Франц (Саксония-Лауенбург)
Юлий Франц (на немски: Julius Franz von Sachsen-Lauenburg; * 16 септември 1641, Прага, † 30 септември 1689, Райхщат, Чехия) от род Аскани, е от 1666 до 1689 г. последният херцог на Саксония-Лауенбург.

## Живот
Той е най-малкият син на Юлий Хайнрих (1586 – 1665), херцог на Саксония-Лауенбург, и третата му съпругата Анна Магдалена фон Лобковиц (1609 – 1668). По-малък полубрат е на Франц Ердман (1629 – 1666), херцог на Саксония-Лауенбург.
През 1666 г. Юлий Франц последва полубрат си Франц като херцог. На 9 април 1668 г. той се жени в Зулцбах за пфалцграфиня Хедвига фон Пфалц-Зулцбах (1650 – 1681) от фамилията Вителсбахи, дъщеря на пфалцграф и херцог Кристиан Аугуст. Тя е вдовица на ерцхерцог Сигизмунд Франц Австрийски (1630 – 1665).
След смъртта на майка му Юлий Франц живее най-вече в нейните имоти в Бохемия. На служба при императора той става генерал-фелдмаршал. На 6 март 1682 г. основава в Бохемия своя полк, „Sachsen-Lauenburg-Cürassiere“ (K.u.k. Galizisch-Bukowina’sches Dragoner-Regiment „Erzherzog Albrecht“ Nr. 9), и през 1683 г. участва в битката пред Виена, по време на втората обсада от турците.
След смъртта му титлата му отива на Ветините.

## Деца
Юлий Франц и Хедвига имат децата:
- дете (*/† 1669)
- Мария Анна Терезия (* септември 1670, † 25 декември 1671)
- Анна Мария Франциска (* 13 юни 1672, † 15 октомври 1741)

∞ 1. на 29 октомври 1690 г. за пфалцграф Филип Вилхелм фон Нойбург (1668 – 1693);
∞ 2. на 2 юли 1697 г. за Джан Гастоне Медичи (1671 – 1737), велик херцог на Тоскана
- дете (* 28 октомври 1673, † 4 ноември 1673)
- Франциска Сибила Августа (* 21 януари 1675, † 10 юли 1733)

∞ на 27 март 1690 г. за Лудвиг Вилхелм (1655 – 1707), маркграф на Баден-Баден